# Кардаш, Василий Ярославович
Васи́лий Яросла́вович Ка́рдаш (укр. Василь Ярославович Кардаш; род. 14 января 1973, Львов) — советский и украинский футболист, полузащитник. Выступал за сборную Украины.

## Биография
Полуфиналист Лиги чемпионов 1999. За сборную Украины сыграл 14 матчей. Дебют 9 апреля 1996 года в товарищеском матче со сборной Молдавии.
С декабря 2015 года работает в тренерском штабе молодёжной сборной.

## Достижения
- Серебряный призёр чемпионата Украины(2): 1994/95,1995/96
- Чемпион Украины (5): 1996/97, 1997/98, 1998/99, 1999/00, 2000/01
- Чемпион Израиля: 1993/94
- Обладатель Кубка Украины (3): 1997/98, 1998/99, 1999/00
- В списках лучших футболистов Украины[укр.]: 1995/96, 1999 (№ 2)